# إعادة استكشاف العثمانيين (كتاب)
كتاب إعادة إستكشاف العثمانيين هو كتاب للباحث التركي إيلبير أورتايلي ، المدير العام لِمتحف توباكي بلاس ، كتبه باللغة التركية ثم تُرجم إلى اللغة الإنجليزية وبعدها ترجم إلى البلغارية و اليونانية وأخيراً إلى العربية، طبع منه ثلاثون طبعة و (176) ألف نسخة.
يتكلم الكاتب عن أمور لم تعط حقها من النشر مثل (المطبخ العثماني، تجنيد الفتيان ، العائلة  العثمانية ......)، ويتكلم عن مراحل تاريخية لِلدولة العثمانية من  فتح القسطنطينية إلى الحرب العالمية الأولى ، سارداً أحوال الناس والفن المعماري العثماني كما يكشف بعض الجوانب الخفية في التاريخ العثماني.

## نبذة عن الكتاب
يبدأ الكاتب بِذِكْر تاريخ مدينة إسطنبول مُبدياً  تسامحاً في استخدام اسم القسطنطينية ،معرجاً على أمور كانت شائعة إبان عصر الدولة العثمانية مثل تجنيد الفتيان مدافعاً عن هذه السياسة.
ويشرح الكاتب كيف أن هذه السياسة ساهمت في سطوع نجم بعض الشخصيات العُثمانية مثل المعماري سنان ، ويتحدث الكاتب عن أمور لم يسلط عليها الضوء كثيراً مثل العائلة العثمانية وكيف أنها كانت تتكون من جيلين أو ثلاثِ أجيال يعيشون في بيت واحد، و يتحدثُ الكاتب عن المطبخ العُثماني وكيف كانت الدولة العثمانية ترسل الثِمار من الولايات الزراعية إلى الولايات القاحلة.
ويعرض الكاتب الفن المعماري العُثماني و ازدهاره، كما يتحدث عن أمورٍ أخرى مِثْل المدرسة الداخلية والمدرسة الخارجية.
ويظهر الكاتب مخاطباً الشباب التركي ويدعوه إلى المحافظة على الإرث الثقافي والآثار العثمانية.

## الكتاب بالتركية
في سنة (2006) بِيع منه (150) ألف نسخة ما جعله الكتاب الأكثر مبيعاً في تركيا .

## الكتاب بالعربية
ترجم الكتاب باسم شيحا ، و نشرته الدار العربية للعلوم ناشرون و سعر السوق هو:(10.00) دولار.

## إنظر أيضاً
- محمد الفاتح (كتاب)
- مصطفى كمال أتاتورك (كتاب)